# Csipkés gyöngyvessző
A csipkés gyöngyvessző (Spiraea crenata) a rózsafélék családjába tartozó kis cserje. Magyarországon sztyeppei reliktumfaj, korábban kipusztultnak hitték, de 2000-ben ismét megtalálták.

## Megjelenése

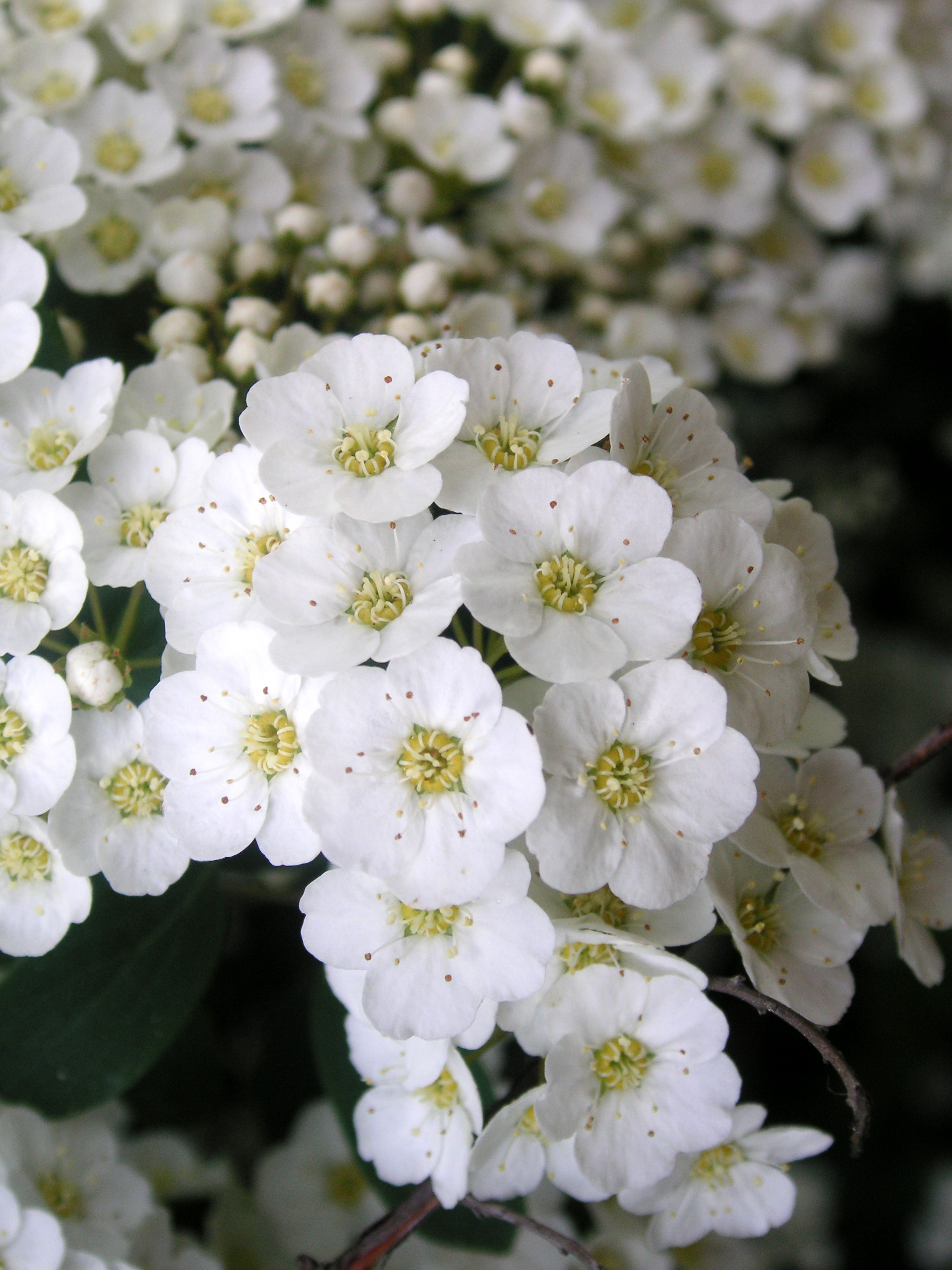
Virágzata

A csipkés gyöngyvessző kb. 1 méter magas lombhullató cserje. Vesszői sűrűn, felfelé állnak. Fiatal hajtásai vörösbarnák, kissé szőrösek. Levelei megnyúlt elliptikus alakúak, esetleg lándzsásak; hosszuk 2–4 cm, szélességük 0,8–1 cm. Széle a csúcs felé gyengén csipkésen fogazottá válik vagy ép marad. A levél csúcsa lehet tompa vagy hegyes is. A levélen három erős ér fut végig egymással nagyjából párhuzamosan a tövétől a csúcsig. A generatív hajtásokon a levelek keskenyebbek, a vegetatívokon fordított tojásdad alakúak.
Májusban vagy június elején virágzik. Virágai a hajtások csúcsán dús fürtökben jelennek meg. A virágzat kb. 2 cm-es, félgömb alakú, benne 10-12 kisebb virággal. Az egyes virágok átmérője 0,6-0,8 cm; öt szirmuk fehér, kerekded, kb. 3 mm hosszú. A porzószálak hosszabbak, mint a szirmok.
Termése tüszőtermés, amelyben 2-10 apró, lapos, hosszúkás mag található. A termés július-augusztusra érik meg. Gyökérről sarjadzva vegetatív szaporodásra is képes.
Két alakját különböztetik meg: a S. crenata forma heterophylla levelei nagyobbak, méretük különböző. A S. crenata forma homophylla levelei kicsik, egyforma nagyságúak.

## Elterjedése és termőhelye
Az eurázsiai sztyeppék növénye, élettere Délkelet-Európától a Kaukázuson keresztül egészen az Altájig húzódik. Ukrajnától nyugatra csak kis, szigetszerű populációi ismertek; elterjedésének nyugati határa kb. a magyarországi Duna-szakasznál található. Szlovákiában csak egyetlen helyről ismert, Bulgáriában kritikusan veszélyeztetett faj. Magyarországon jégkorszaki sztyeppei reliktum. Sokáig kipusztultnak vélték, 2000-ben fedezték fel ismét Pusztamonostor temetőjében. A környező sztyeppei kísérőnövények alapján a botanikusok úgy vélik, hogy nem mesterséges telepítésről van szó. Később a Tiszántúlon is felfedezték.
Erdőszéleken, sztyeppei cserjésekben más bokrokkal együtt található meg. Európában elsősorban a száraz, meszes, esetleg köves talajt részesíti előnyben.
Magyarországon védett, természetvédelmi értéke 50 000 Ft.